# Etyka protestancka a duch kapitalizmu

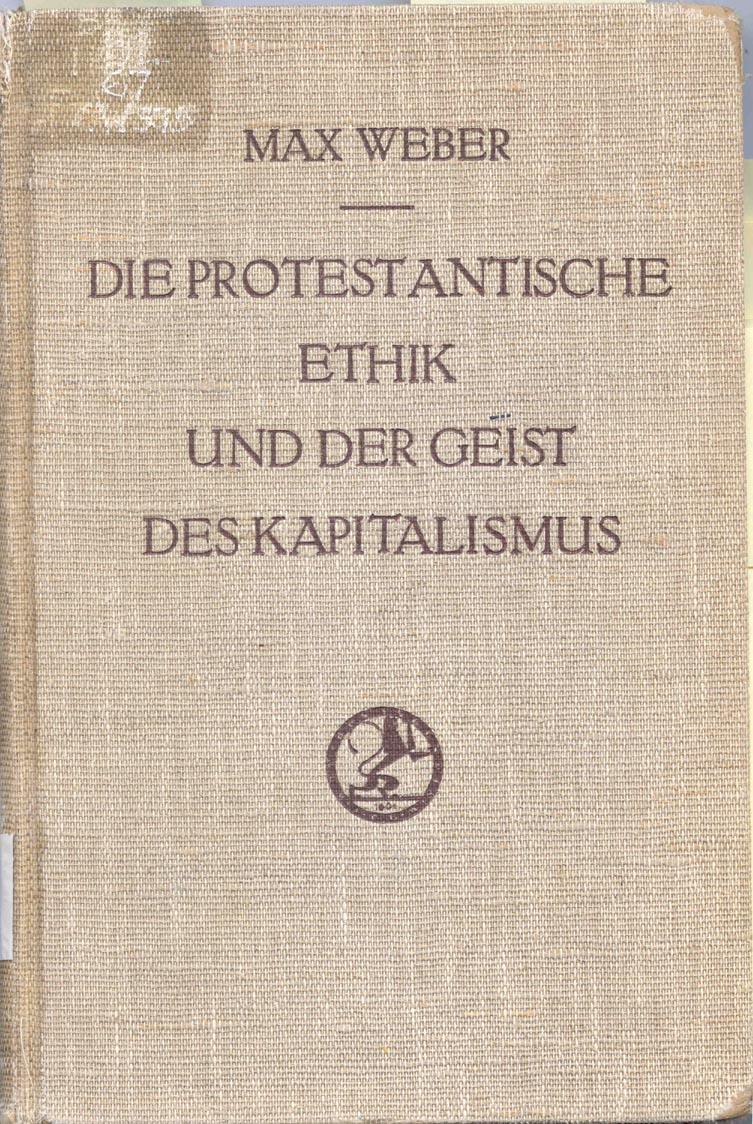
Niemieckie wydanie Etyki protestanckiej z 1934 r.

Etyka protestancka a duch kapitalizmu (niem. Die protestantische Ethik und der Geist des Kapitalismus) – jedna z najważniejszych publikacji niemieckiego socjologa, Maxa Webera. Ukazała się w latach 1904–1905 (najpierw jako seria esejów, później jako książka).
Etyka... jest pozycją z pogranicza socjologii ekonomicznej i socjologii religii: bada stosunki pomiędzy religią a gospodarką, próbuje wyjaśnić cechy kultury europejskiej.

## Teza Webera
W publikacji Weber wysunął argument, że kapitalizm rozwinął się na zachodzie i północy Europy, gdyż znalazł tam sprzyjające warunki stworzone przez kompatybilne poglądy wyznań protestanckich (a zwłaszcza kalwinizmu). Według Webera, etos protestantyzmu popiera prywatną przedsiębiorczość w stopniu znacznie większym niż katolicyzm lub jakiekolwiek inne religie, które przypisują mniejszą bądź wręcz negatywną wartość dobrom materialnym. W kulturach, w których dominowały religie inne niż protestantyzm, społeczne poparcie dla handlu i rozwoju gospodarki jest więc mniejsze, a ludzie trudniący się handlem cieszą się znacznie mniejszym prestiżem społecznym.
Specyficznie, protestantyzm sprzyja następującym zwyczajom, które z kolei sprzyjają kapitalizmowi:
- ciężka praca, która jest czynnością na chwałę Boga,
- dążenie do nieustannego powiększania majątku (kapitału), czyli moralny nakaz dążenia do bogactwa,
- majątek (bogactwo) nie powinny być konsumowane – ascetyczny styl życia i związana z nim redukcja wydatków pieniężnych do niezbędnego minimum,
- zachowania ułatwiające zaufanie w kontaktach gospodarczych, takie jak: pracowitość, rzetelność, dotrzymywanie zobowiązań, uczciwość w transakcjach handlowych.

Protestantyzm równocześnie potępia lenistwo i bezczynność jako grzech, tym samym bogactwo nie zwalnia od obowiązku pracy.
Angielski przekład pracy Webera ukazał się w 1930, a polski w 1994 roku.
Obok Etyki protestanckiej... Weber napisał także analizy judaizmu i religii Dalekiego Wschodu. Argumentował w nich, że w przeciwieństwie do protestantyzmu, religie te popierały uświęcony tradycją ład społeczno-ekonomiczny, co utrudniało rozwój gospodarki kapitalistycznej. Innowacje (nowy wynalazek, czy nowa budowla) zakłócają istniejący porządek, są więc z gruntu złe. Tym samym innowacje konieczne – technologiczne czy gospodarcze usprawnienia gospodarki (rozwój infrastruktury, zwiększenie wydajności produkcji) – nie będą miały tak dużego poparcia jak tam, gdzie dominuje protestantyzm.
Ducha kapitalizmu w rozumieniu Webera nie należy także mylić z chciwością. Składa się on bowiem z etosu (uczciwej i ciężkiej) pracy oraz potępienia lenistwa. W społeczeństwach, w których dominuje etyka protestancka i duch kapitalizmu, człowiek żyje nie dla siebie, a dla swojej pracy, która udowadnia mu i społeczeństwu jego wartość. Celem życia jest praca, a dobrą pracę widać w zgromadzonym majątku i zarobionych pieniądzach, które świadczą o sprawności w zawodzie. W innych społeczeństwach motywacja do pracy jest znacznie mniejsza, a pieniądz jest tylko środkiem umożliwiającym przeżycie i nie ma żadnej wartości moralnej.
Weber argumentował również, że to określone wartości duchowe przyczyniły się do rozwoju kapitalistycznej gospodarki, co odróżnia jego teorię od teorii Karola Marksa.
Należy zauważyć, że Weber nie argumentował, że protestantyzm jest jedynym czynnikiem odpowiedzialnym za rozwój kapitalizmu (w innych pracach pokazywał m.in. znaczenie racjonalizmu). Argument zawarty w Etyce protestanckiej... jest także znany jako teza Webera.